# Microdon brachycerus
Microdon brachycerus är en tvåvingeart som beskrevs av Frederick Knab och Malloch 1912. Microdon brachycerus ingår i släktet myrblomflugor, och familjen blomflugor. Inga underarter finns listade i Catalogue of Life.